# Whopper
La Whopper es la hamburguesa insignia y una línea de productos asociada vendida por la cadena internacional de comida rápida Burger King y su franquicia australiana Hungry Jack's. Introducida en 1957, ha experimentado varias reformulaciones, incluyendo cambios en el tamaño de la porción y el tipo de pan utilizado. Es muy conocida en la industria de comida rápida, con Burger King anunciándose como «el hogar de la Whopper» y nombrando sus tiendas de quiosco como BK Whopper Bar. En respuesta a la Whopper, los competidores de Burger King han desarrollado productos similares diseñados para competir contra ella.
Burger King vende varias variantes que son estacionales o adaptadas a los gustos o costumbres locales. Para promocionar el producto, el restaurante ocasionalmente lanza variantes de tiempo limitado. A menudo es el centro de promociones publicitarias, asociaciones de productos y campañas basadas en bromas o bulos corporativos.

## Historia

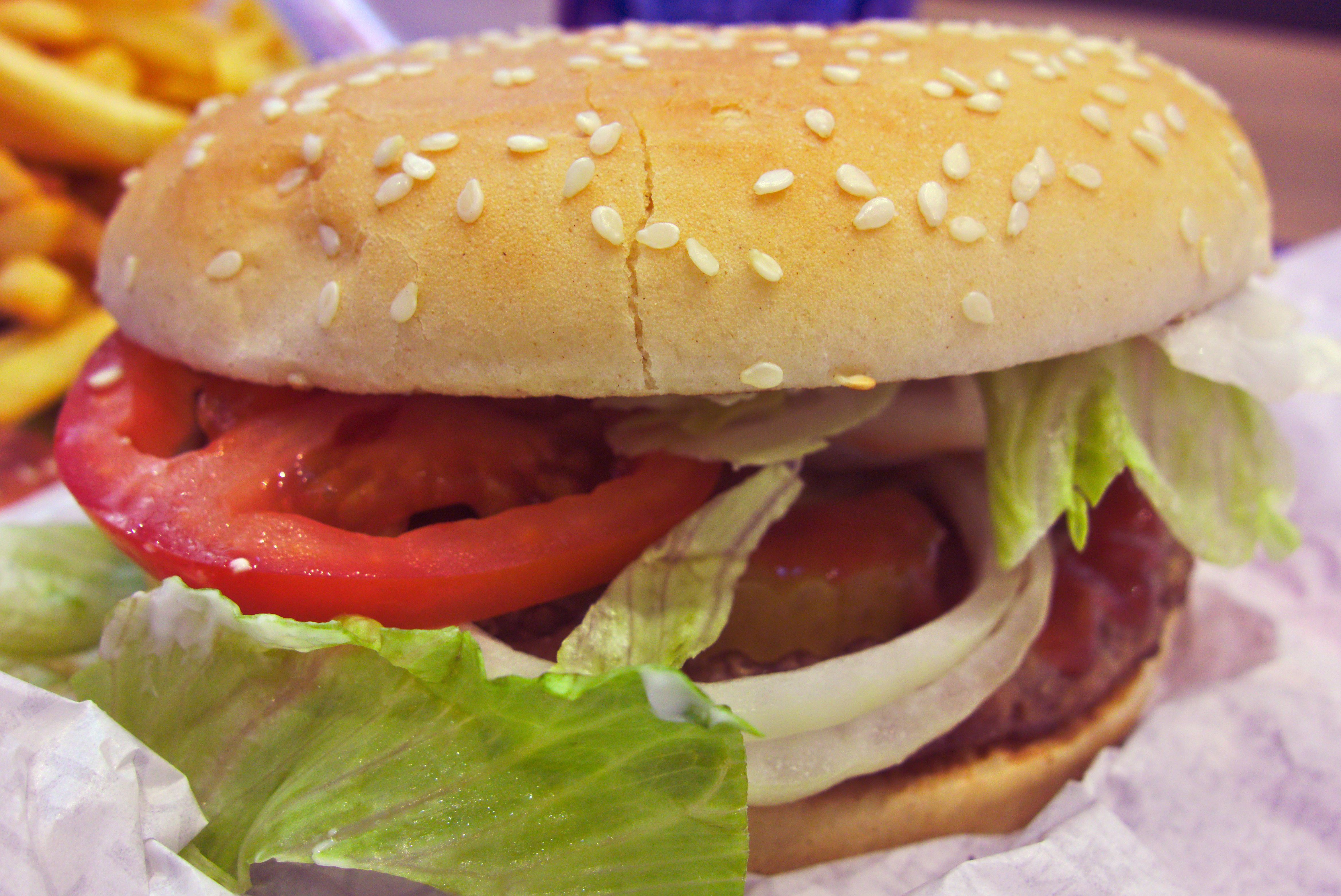
Una hamburguesa de Burger King.

James McLamore, cofundador de Burger King, creó la Whopper en 1957 y la vendió originalmente por 37 centavos de dólar (equivalente a 4.01 USD en 2023). McLamore la ideó después de notar que un restaurante rival en Gainesville (Florida), tenía éxito vendiendo una hamburguesa más grande. Creyendo que el éxito del producto rival se debía a su tamaño, creó la Whopper y la nombró así porque pensó que transmitía la «imagen de algo grande» (en inglés, whoopper es algo que excede muchas veces su proporción usual). Las principales cadenas de comida rápida no lanzaron un producto similar hasta la aparición del Cuarto de libra de McDonald's y el Big Shef de Burger Chef a principios de la década de 1970.
Inicialmente, se hacía con un pan sencillo; sin embargo, eso cambió cuando la compañía comenzó a usar un pan con semillas de sésamo alrededor de 1970. En 1985, el peso de la Whopper se aumentó a 120 gramos, y el pan se reemplazó por un pan Kaiser. Esto fue parte de un programa para mejorar el producto, acompañado por una campaña publicitaria de 30 millones USD (equivalente a 85 millones USD en 2023) que contó con varias celebridades como Mr. T y Loretta Swit. El objetivo del programa era ayudar a diferenciar a la compañía y sus productos de los de sus competidores. En 1987, la Whopper volvió a su tamaño anterior cuando un nuevo equipo de gestión tomó el control de Burger King y revirtió muchos de los cambios iniciados antes de 1985. En 1994, el pan Kaiser de la Whopper volvió a ser un pan con semillas de sésamo, eliminando el último vestigio de la reconfiguración de 1985.
El empaque de la Whopper ha experimentado muchos cambios desde su creación. A diferencia de McDonald's, la compañía nunca utilizó la caja tipo concha —clamshell en inglés— hecha de espuma de poliestireno, por lo que cuando surgieron las preocupaciones ambientales sobre este material a finales de los años 80, la empresa pudo destacar su uso de cajas de cartón. Para reducir la cantidad de papel que utilizaba, la caja de cartón se eliminó en 1991 y se reemplazó por papel encerado. Por un corto período en 2002, la compañía usó un envoltorio de papel aluminio dorado como parte del 45.º aniversario de la Whopper. El empaque cambió nuevamente en 2012, cuando la empresa optó por envolver la mitad del sándwich y colocarlo en una caja de cartón, marcando un regreso a ese tipo de cajas.
Luis Arenas-Pérez (también conocido como Luis Arenas), el único latino en el Salón de la Fama de Burger King y presidente y CEO de Burger King en Puerto Rico, creó la Whopper Jr. por accidente en 1963. Cuando se abrió el primer restaurante de Burger King en Carolina (Puerto Rico), los moldes para los panes de la Whopper estándar aún no habían llegado desde Estados Unidos, por lo que no había panes para hacer y vender la oferta principal de la compañía. Arenas decidió honrar la fecha de apertura anunciada utilizando los panes de hamburguesa regulares más pequeños disponibles localmente. El resultado fue tan exitoso que Burger King lo adoptó en todo el mundo y lo llamó Whopper Jr.
En 2020, como parte de una campaña publicitaria global que mostraba el compromiso de la empresa de eliminar todos los conservadores artificiales, Burger King lanzó el anuncio «Moldy Whopper» que mostraba una Whopper descomponiéndose y pudriéndose durante un período de 34 días. La campaña «Moldy Whopper» alcanzó un nivel de reconocimiento 50 % más alto que el anuncio de Burger King en el Super Bowl de 2019.

### Productos de la competencia
Wendy's creó la Big Classic con ingredientes similares, pero servida en un pan bulkie, mientras que McDonald's ha creado al menos seis versiones diferentes, incluyendo la McDLT, la Arch Deluxe y la Big N' Tasty, la mayoría de las cuales generalmente fracasaron y ya no se venden en la mayoría de los restaurantes.

## Descripción del producto
La Whopper es una hamburguesa que consiste en un pedazo de carne de res de 110 gramos a la parrilla, un pan de semillas de sésamo, mayonesa, lechuga, tomate, pepinillos, kétchup y cebolla en rodajas. Se pueden agregar ingredientes opcionales como queso americano, tocino, mostaza, guacamole o jalapeños a petición. Condimentos regionales e internacionales incluyen salsas como la BBQ. Burger King también añadirá cualquier condimento que venda a petición, según su antiguo lema «Have It Your Way» («Tenlo a tu manera»). Está disponible con una, dos o tres empanadas de carne y en una versión más pequeña llamada Whopper Jr, o sin carne en una versión llamada Veggie Whopper. La franquicia australiana de Burger King, Hungry Jack's, vende su hamburguesa vegetariana como Veggie Whopper. Además, Burger King ha vendido varias variedades promocionales a lo largo de los años como ofertas por tiempo limitado (LTO). Con la adición de perritos calientes al menú de la compañía en febrero de 2016, Burger King comenzó a probar su primera variante importante llamada Whopper Dog en mayo del mismo año en varias regiones de Estados Unidos. El nuevo perrito caliente presentaba un Oscar Mayer a la parrilla con todos los ingredientes de la Whopper.
En febrero de 2020, Burger King anunció que eliminaría convervadores, colores y sabores artificiales de la Whopper para finales de ese año.
Existen versiones localizadas de la Whopper en varias de sus operaciones internacionales, como la Whopper teriyaki en Japón o la LTO Canadian Whopper. Tras su entrada en India, para adaptarse a los tabúes culturales relacionados con la carne de res, la cadena eliminó la Whopper de res de su menú y en su lugar introdujo la Whopper de cordero, la Whopper vegetariana y la Whopper de pollo.

### Variantes

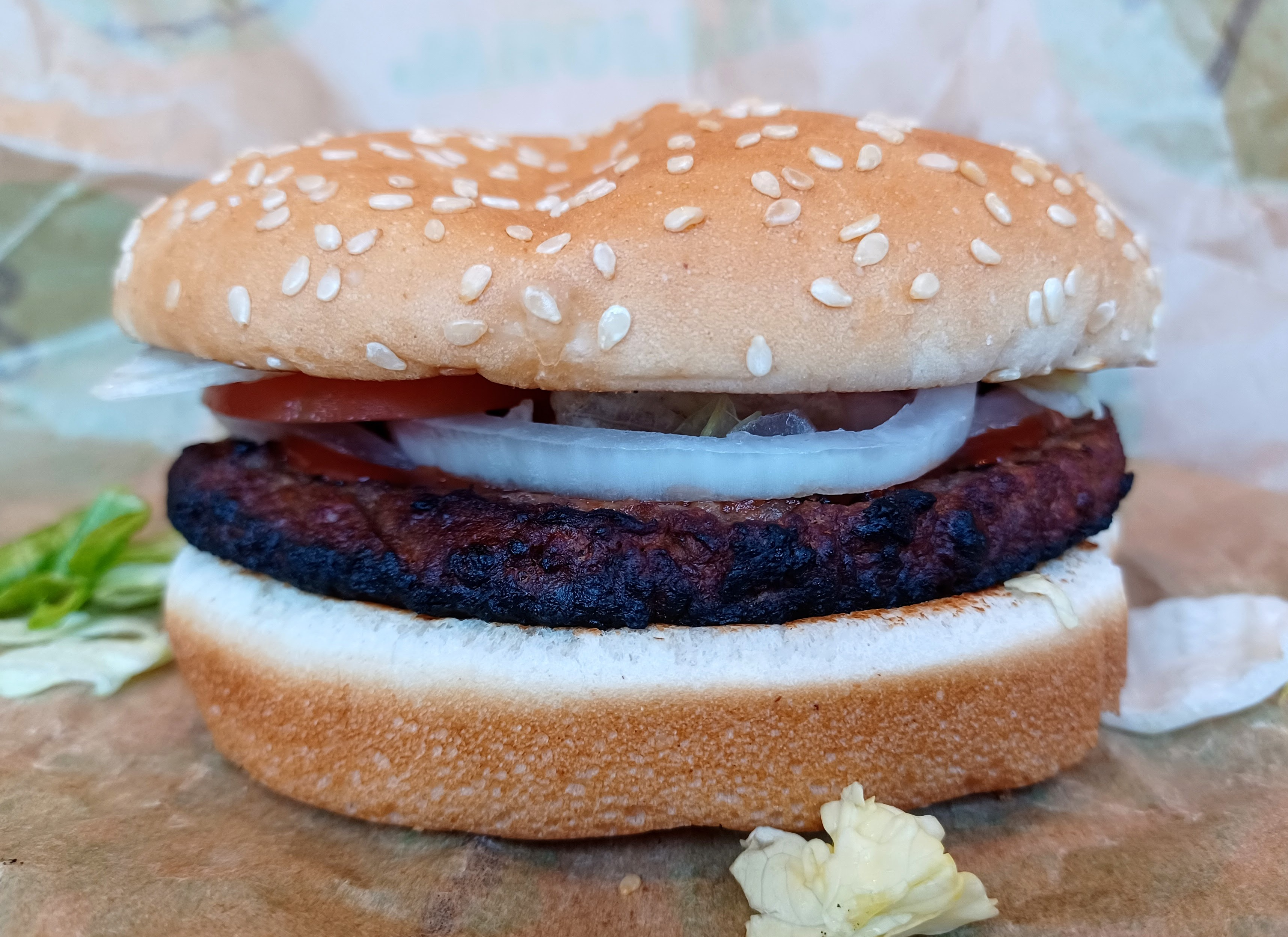
La Impossible Whopper

La Impossible Whopper es una hamburguesa 100 % vegetariana con una carne de hamburguesa fabricada por Impossible Foods de Oakland (California). Burger King comenzó a probar el mercado de la Impossible Whopper en abril de 2019 en locales de St. Louis, Misuri y sus alrededores. Esto fue acompañado de un video promocional con temática de April Fools el 1 de abril de 2019.Más tarde ese mes, la compañía anunció planes para lanzar las Impossible Whoppers a nivel nacional antes de fin de año. En agosto, estuvo disponible a nivel nacional en Estados Unidos.

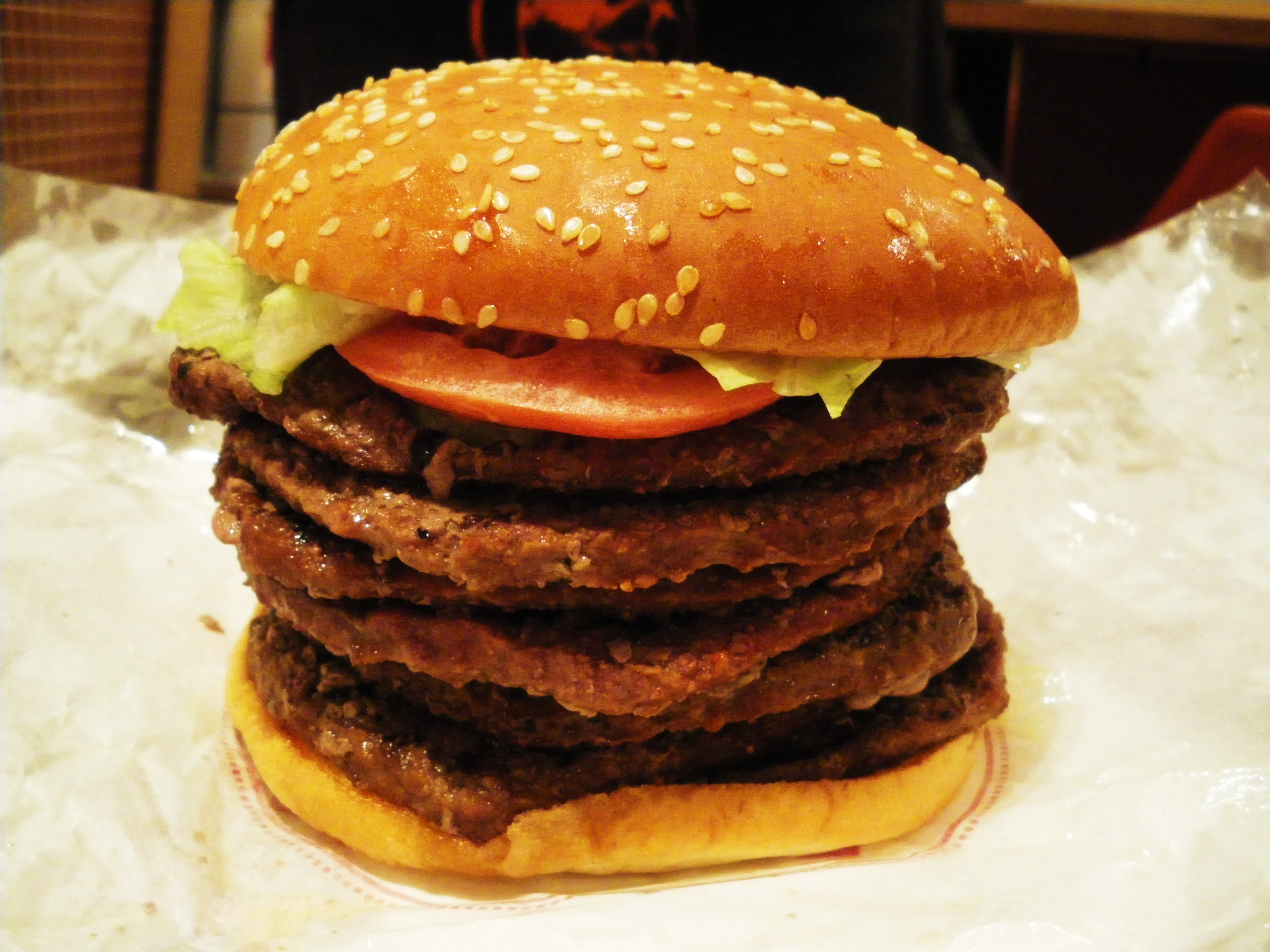
La Windows 7 Whopper

La Windows 7 Whopper se vendió en Japón para la promoción del sistema operativo Windows 7 de Microsoft. La hamburguesa contenía siete empanadas de carne apiladas, medía 13 cm de altura, pesaba casi 1 kg y tenía más de 1000 kcal. Originalmente, estaba planificada para estar disponible solo durante siete días a partir del 22 de octubre de 2009. Debido a su éxito al vender 6000 sándwiches en los primeros cuatro días, Burger King decidió extender el período de promoción por nueve días, finalizando el 6 de noviembre. La campaña tuvo una popularidad inesperada en Japón, donde generó múltiples videos en YouTube y publicaciones en blogs sobre la hamburguesa.
La Pizza Burger es vendida exclusivamente en el BK Whopper Bar ubicado en Times Square (Nueva York), que se introdujo en septiembre de 2010. Consiste en cuatro carnes de hamburguesa de la Whopper en un pan de sésamo de 24 cm, cortado en seis piezas y cubierto con pepperoni, mozzarella, pesto de albahaca y salsa marinara. Contiene más de la ingesta diaria recomendada de calorías para hombres con 2520 calorías, 144 gramos de grasa, de los cuales 59 gramos son saturados, y 3780 mg de sodio, más del doble de la ingesta diaria recomendada para adultos. Sin embargo, según el vicepresidente de márquetin global de Burger King, John Schaufelberger, la hamburguesa no está destinada a alimentar solo a una persona. Cada porción tiene 420 calorías, 24 g de grasa (10 g saturados) y 630 mg de sodio.
La Angry Whopper tiene jalapeños, «Salsa Angry» y «Cebollas Angry», queso pepper jack y tocino. Originalmente lanzado en Europa, llegó a Estados Unidos en 2008. Una variación llamada Angriest Whopper debutó en 2016; la nueva variante añadió un pan rojo con salsa de pimiento picante horneada en el pan. La Angriest Whopper siguió a un sándwich similar, la A1 Halloween Whopper lanzada para el Halloween de 2015, que se preparó con panes negros con sabor a humo. La Angry Whopper se lanzó con una campaña de marketing viral creada por la agencia de publicidad de Burger King en ese momento, Crispin Porter + Bogusky. El programa de dos niveles, diseñado para crear un impulso de marketing boca a boca, presentaba una página web que permitía a los consumidores crear un «Angry-gram» que podía enviarse por correo electrónico a otras personas. La página de formato de carta modelo enviaría un correo electrónico insultante a un destinatario elegido por el remitente. La segunda parte consistía en un programa orientado a Facebook donde la compañía emitiría un cupón para un sándwich gratis si el consumidor eliminaba a 10 personas de su lista de amigos en Facebook. La Angriest Whopper se lanzó con publicidad similar a los avances de películas, con una pantalla de apertura al estilo de un tráiler de película, tomas de lava, un helicóptero y llamas. El lema del anuncio era «La única forma de manejar el calor es abrazarlo».
El BK 1/4 lb Burger era un competidor directo del Cuarto de libra de McDonald's. Consistía en una Whopper con solo ketchup, mostaza, pepinillo y cebolla.
El Whopperito es un burrito que contiene todos los ingredientes de la Whopper excepto ketchup, mayonesa o mostaza, que son reemplazados por salsa de queso. Se introdujo por primera vez en algunos lugares de Pensilvania en junio de 2016, y se lanzó en todo Estados Unidos en agosto siguiente.
En Filipinas, las variantes notables de la Whopper incluyen el 3-Meat Whopper que contiene tres tipos diferentes de carne: tocino, pepperoni y la carne de hamburguesa; así como otra variante, la Meat Beast Whopper que incluía jamón, y la 4-Cheese Whopper que contiene cuatro tipos diferentes de queso: suizo, americano, mozzarella y salsa de queso. Por tiempo limitado, la Bacon 4-Cheese Whopper y la Cheetos 4-Cheese Crunch estuvieron disponibles, que incluían tocino y Cheetos, respectivamente. La Angry Whopper estuvo disponible en 2015 y nuevamente en 2020.
En octubre de 2019, Hungry Jack's en Australia introdujo la Rebel Whopper, que contiene una hamburguesa sin carne hecha de proteína extraída de legumbres, creada en colaboración con la empresa australiana v2food. Burger King en Nueva Zelanda introdujo la Rebel Whopper en su gama en enero de 2020.Se introdujo en Filipinas como la Plant-Based Whopper en noviembre de 2020. En diciembre de 2020, estuvo disponible en Japón por tiempo limitado. Ese mismo mes, la Plant-Based Whopper se introdujo por las sucursales de Burger King en China, pero con una hamburguesa hecha por la empresa británica The Vegetarian Butcher.

### Variantes descontinuadas
Como parte del 45.º aniversario, en 2002 Burger King introdujo una versión de pollo a la parrilla llamada Chicken Whopper y agregó una variante más pequeña, la Chicken Whopper Jr., junto con un nuevo sándwich de ensalada César cubierto con un filete de Chicken Whopper. La introducción de la Chicken Whopper representó el primer intento de la empresa de extender el nombre de la marca Whopper más allá de los emparedados de carne desde la creación de la original en la década de 1950. Incluían un filete de pechuga de pollo entero con un peso de 130 gramos para la grande o 88 gramos para el Jr., mayonesa, lechuga y tomate en un panecillo con semillas de sésamo. Con las nuevas variantes también se introdujo una nueva mayonesa baja en grasa. Junto con la nueva BK Veggie de la compañía, la versión Chicken Whopper Jr. fue elogiada por el Center for Science in the Public Interest (CSPI) como uno de los productos más nutricionalmente adecuados vendidos por una cadena de comida rápida. En contraste, el CSPI criticó el resto del menú de Burger King como poco saludable en gran medida.
Cambios importantes en la Whopper se efectuaron en 2001, en respuesta a varios factores. Después de una caída general en las ventas del 17 % y una disminución en las ganancias del 29 %, Burger King realizó una serie de pruebas de consumidores que mostraron que la base de clientes de la compañía buscaba una mayor variedad de opciones al hacer compras.Resultados adicionales de encuestas revelaron que la falta de productos nuevos estaba desalentando a los consumidores de visitar la cadena. Además, la empresa buscaba contrarrestar la amenaza a sus ventas por parte de nuevos restaurantes de comida rápida de tipo casual que habían comenzado a afectar las ventas. Para julio de 2002, la cadena había vendido casi cincuenta millones de estos emparedados, desplazando con el paso del tiempo las cifras iniciales de lanzamiento del BK Broiler como el producto de introducción más vendido de la compañía. La exitosa introducción de la Chicken Whopper fue uno de los pocos aspectos positivos notables de la compañía durante las negociaciones para la venta de Burger King por su entonces propietario Diageo a un grupo de inversores liderado por TPG Capital. Ron Paul, el presidente de Technomic Inc., una firma de consultoría con sede en Chicago, fue citado diciendo que se sentía alentado por los recientes cambios en los productos de Burger King, como el nuevo Chicken Whopper, pero agregó que era demasiado pronto para decir si los cambios habían tenido éxito. A pesar del éxito inicial de la Chicken Whopper, poco más de un año después de su introducción, el entusiasmo por el producto estaba disminuyendo; el mayor franquiciado de Burger King, Carrols Corporation, se quejaba de que la línea de productos era un fracaso, describiendo el sándwich como un producto común con un gran nombre.

## Publicidad
Uno de los lemas originales de la Whopper anunciado por Burger King era «Existen 1024 formas de tener una Whopper». La afirmación se basa en una función exponencial de si el sándwich tiene el ingrediente o no, representada por un número binario de 0 o 1, elevado a la potencia del número de ingredientes posibles en ese momento, diez, así que 210 = 1024. Esta afirmación se amplió más tarde a «Existen 221 184 formas posibles para que un cliente pida una Whopper». Otros lemas incluyen «Se necesitan dos manos para manejar una Whopper» y «Burger King: La casa de la Whopper».
La campaña publicitaria «¿Dónde está Herb?» se lanzó en 1985 y 1986, diseñada por la agencia J. Walter Thompson (JWT). Los comerciales de televisión presentaban a un personaje ficticio llamado Herb, descrito como un nerd que nunca había comido una hamburguesa de Burger King. Se invitaba a los fanáticos a visitar su Burger King local con la esperanza de encontrar a Herb y ganar un premio. La campaña también incluyó una promoción llamada «No soy Herb», en la que los clientes podían obtener una Whopper con descuento si incluían la frase en su pedido. Al principio, la gente estaba confundida porque no sabían cómo era Herb. La promoción fue mal recibida tanto por las franquicias como por el público, y su fracaso llevó a Burger King a dejar a JWT en 1987.
La Whopper ha sido el centro de varias bromas y engaños por parte de la compañía. En una broma del Día de los Inocentes en 1998, Burger King publicó una publicidad de página completa en varias publicaciones conocidas por los estadounidenses, como USA Today, anunciando una nueva versión del sándwich llamada «Whopper para zurdos». El anuncio afirmaba que los condimentos estaban rotados 180° para acomodarse a los zurdos. Otra broma de 2013 afirmaba que la compañía estaba introduciendo un «soporte manos libres para la Whopper» para permitir que las personas se la comieran mientras realizaban otras actividades. La unidad, similar a un soporte para armónica, supuestamente iba a ser introducida en Puerto Rico para celebrar el 50 aniversario de la compañía. Más tarde, se reveló que era una broma. Una campaña publicitaria de 2007 que celebraba el aniversario de oro de la Whopper mostró a clientes reales en Las Vegas reaccionando a la falsa noticia de que la Whopper había sido descontinuada. Aunque no se descontinuó permanentemente, el anuncio afirmaba que lo había sido por un día. Versiones posteriores de los anuncios mostraban a los clientes recibiendo una Big Mac o una Sencilla de Wendy's y sus reacciones al emparedado. Anuncios en la tienda, como carteles y bandejas, atacaban el tamaño y la calidad de la Big Mac. La campaña ganó el Premio Effie 2009 como una de las mejores promociones publicitarias de restaurantes para 2007-2008.
Crispin, Porter + Bogusky, la agencia publicitaria de Burger King de 2003 a 2011, produjo varios anuncios notables para la Whopper. En diciembre de 2008, Burger King adquirió los derechos de una campaña publicitaria centrada en una prueba de sabor, denominada «Whopper Virgins». La prueba afirmaba dirigirse a participantes que no conocían la existencia de Burger King ni McDonald's, y que nunca habían comido una hamburguesa. Tres áreas remotas del mundo —Baan Khun Chang Kiean en Tailandia, Kulusuk en Groenlandia y Budeşti en Rumanía— fueron seleccionadas. En la prueba, se pidió a los «vírgenes» que probaran tanto la Big Mac de McDonald's como la Whopper de Burger King, y dieran su preferencia, si tenían alguna. Según los anuncios y el mini-documental que los acompañaba, la Whopper fue la más popular entre los sujetos de prueba.Una promoción en redes sociales de Crispin Porter + Bogusky en 2009 ofrecía un cupón gratuito para una Whopper por cada 10 amigos que un usuario eliminara en Facebook. El programa publicitario, llamado «Whopper Sacrifice», se detuvo después de una semana cuando Facebook canceló la cuenta de Whopper Sacrifice por violar su política de privacidad de usuarios. Esto ocurrió a pesar de que la aplicación de Burger King se descargó 60 000 veces y 200 000 personas fueron eliminadas de amigos.La última campaña publicitaria de la empresa fue su comercial «Whopper Lust», una promoción cruzada con DirectTV. La promoción mostraba una imagen de una Whopper en el canal 111 de Estados Unidos, y por cada 5 minutos que la imagen permanecía en la televisión, se enviaba un cupón gratuito para una Whopper al suscriptor. Al final de la promoción, se distribuyeron más de 50 000 cupones.
Después de separarse de Crispin Porter + Bogusky en 2011, la empresa contrató a la firma McGarryBowen para manejar su publicidad. McGarryBowen cambió la dirección de los anuncios, centrándose en los ingredientes de los productos en lugar del humor. Uno de los nuevos anuncios producidos por ellos presentaba la nueva California Whopper, hecha con guacamole, queso suizo y tocino. El nuevo anuncio televisivo no tenía palabras, solo imágenes de los ingredientes del sándwich siendo preparados y utilizados para armar el nuevo sándwich, acompañados de una banda sonora pulsante.

### Controversias
Varios de los programas publicitarios de la agencia CP+B para Burger King, incluidos los de la Whopper, recibieron críticas de diversos grupos por su aparente insensibilidad cultural o temas misóginos. En mayo de 2006, durante una promoción en Estados Unidos de la Texas Double Whopper, Burger King lanzó una campaña llamada «Manthem», que parodia la canción «I Am Woman» de Helen Reddy. El anuncio muestra a un hombre y su novia en un restaurante elegante. Decepcionado por las porciones escasas que le sirven, el hombre comienza a cantar, expresando su deseo por una Texas Double Whopper en lugar de lo que considera «comida de chicas». Al salir del restaurante, se le une un coro de hombres que se rebelan no solo comiendo Texas Double Whoppers, sino también yendo al comando, levantando una minivan sobre un puente y desplegando una pancarta que dice «Eat This Meat» («Come esta carne»). El anuncio generó controversia, ya que fue descrito como misógino y despectivo hacia los hombres vegetarianos/veganos.
Otro programa publicitario problemático de CP+B fue para la Texican Whopper de 2009, que presentó un comercial conocido como «The Little Mexican». La Texican Whopper era una versión limitada de la Whopper vendida en Europa y se promocionaba con un anuncio que mostraba a dos actores vestidos como un vaquero y un luchador de lucha libre. El problema surgió cuando el embajador de México en España se quejó de que el comercial presentaba estereotipos degradantes de los mexicanos. Además, la versión impresa del anuncio mostraba al luchador con una capa que parecía ser la bandera mexicana, lo que violaba las leyes mexicanas sobre el uso de su emblema nacional. Burger King finalmente retiró el anuncio y emitió una disculpa al gobierno mexicano. Por otro lado, el periódico mexicano Excélsior publicó una parodia del anuncio con el presidente estadounidense Barack Obama como el vaquero y el presidente mexicano Felipe Calderón como el luchador, como un comentario sobre la relación entre los dos países.
En 2013, Burger King lanzó un comercial en Rusia en el que se mostraba una Whopper aplastando amapolas rojas, con el diálogo «Esta es una amapola. Fue popular una vez, pero ahora su tiempo ha pasado». La palabra rusa para amapola es «mak» (мак), un homófono de Mac, un apodo común para McDonald's en Rusia. Sin embargo, los principales canales de televisión rusos rechazaron el anuncio debido a preocupaciones sobre su posible insinuación de que la Whopper era mejor que las drogas, ya que las amapolas rojas pertenecen a la misma familia de plantas que la fuente de la heroína.La empresa se negó a comentar sobre la veracidad de las afirmaciones de las cadenas, y en su lugar publicó el anuncio en su canal de YouTube, aunque más tarde también lo retiro de ahí.
El 12 de abril de 2017, Burger King lanzó un comercial titulado «Connected Whopper», en el que un empleado de la tienda dice que, aunque no podía explicar una Whopper en quince segundos, había descubierto una manera diferente de hacerlo. Luego, dice: «OK Google, ¿qué es la Whopper?». El diálogo estaba diseñado para activar búsquedas por voz en dispositivos Android y altavoces inteligentes Google Home configurados para responder automáticamente a la frase «OK Google». La consulta específica hacía que el dispositivo leyera un bloque de texto de 43 palabras del artículo de Wikipedia sobre la Whopper. Antes del estreno del anuncio, los usuarios de Wikipedia, incluyendo uno llamado «Burger King Corporation», habían editado el artículo para que el panel de conocimiento generado automáticamente por Google mostrara una descripción de la Whopper en lenguaje promocional. Las ediciones se revirtieron por violar la política de Wikipedia contra la promoción.Poco después, el texto se convirtió en blanco de vandalismo, quienes añadieron falsamente ingredientes como cianuro y carne de niños al artículo. Google puso en la lista negra el audio del anuncio para que no activara la detección de voz siempre activa. A su vez, Burger King modificó el comercial para sortear este bloqueo. Wikipedia también protegió el artículo de la Whopper para evitar que se reinsertaran las descripciones promocionales o el vandalismo. A pesar de la controversia, la campaña ganó el Gran Premio en la categoría directa en el festival Cannes Lions (bajo el título «Google Home of the Whopper»), superando a «Fearless Girl» por un voto.
El 28 de marzo de 2022, se presentó una demanda contra Burger King, alegando que la cadena de comida rápida anunciaba falsamente que la Whopper era «aproximadamente un 35 % más grande en sus anuncios de lo que es en realidad». En 2023, un juez declaró que Burger King enfrentaría una demanda colectiva relacionada con el tamaño de la Whopper.

### Productos licenciados
El lanzamiento de la película Indiana Jones y el reino de la calavera de cristal en 2008 tuvo una asociación promocional con la nueva Indy Whopper, que incluía tocino, mayonesa picante y queso pepper jack. Además, The Incredible Hulk se promocionó con la Angry Whopper. Un par de anuncios europeos de la Dark Whopper, elaborado con queso pepper jack, kétchup con pimienta negra y «una salsa deliciosamente oscura», presentaron asociaciones promocionales con la película Spider-Man 3 en 2007 y la secuela de Batman: The Dark Knight en 2008. Iron Man 2 se vinculó con la Whiplash Whopper de Burger King en 2010.

## BK Whopper Bar
El BK Whopper Bar es un concepto de servicio limitado creado por Burger King en 2009. Los Whopper Bars son tiendas especializadas de menor tamaño con un menú limitado a los sándwiches Whopper, crispy chicken y grilled chicken; bebidas; y postres. El menú incluye ingredientes de mayor calidad y variantes que no se venden en las ubicaciones normales de Burger King. El concepto es similar al McCafé de su rival McDonald's y, al igual que los locales de McCafé, están diseñados para ubicarse en aeropuertos, casinos y otras áreas con espacio limitado.
El menú en el Whopper Bar ofrece hasta diez variantes de la Whopper, incluyendo la Western Whopper, la Texas Double Whopper y la Angry Whopper. Además, una sección de personalización permite al cliente crear una Whopper personalizada con ingredientes como jalapeños, salsa de bistec o queso azul. La estación abierta difiere del modelo de cocina usual de la compañía en que está a la vista del cliente en lugar de estar ubicada en la parte trasera de la tienda. El diseño pretende agregar un toque de espectáculo al concepto.
Además, la empresa vende cerveza en las ubicaciones de Whopper Bar, incluyendo Budweiser, Bud Light y Miller Lite en botellas de aluminio diseñadas para mantener la temperatura. La medida, destinada a atraer al importante segmento demográfico de menores de 30 años, ha sido considerada arriesgada por los analistas de la industria porque la empresa es conocida como un proveedor de comida rápida y no como un vendedor de bebidas alcohólicas. Otros consultores de la industria han discrepado con esta evaluación, creyendo que la medida es oportuna porque la empresa está creciendo con su base de clientes envejecida.

## Comparación nutricional
La Whopper, con 670 kcal (2803 kJ) por sándwich, tiene más calorías que la Big Mac de McDonald's, que tiene 540 kcal (2259 kJ) por sándwich, pero es más grande: 290 g frente a 214 g. Por lo tanto, la Whopper contiene menos calorías por gramo que la Big Mac. La Whopper tiene 231 kcal (967 kJ) por cada 100 g y la Big Mac tiene 252 kcal (1054 kJ) por cada 100 g. El queso es estándar en la Big Mac, pero es opcional en la Whopper.
| País           | Energía                          | Carbohidratos | Proteína      | Grasa (total) | Fibra dietética | Sodio, Sal    | Tamaño de la porción (peso) | Referencia |
| -------------- | -------------------------------- | ------------- | ------------- | ------------- | --------------- | ------------- | --------------------------- | ---------- |
| Australia      | 2750 kJ (657 kcal; 1 kWh) (32 %) | 47.9 g (15 %) | 28.3 g (57 %) | 39.3 g (56 %) |                 | 837 mg (36 %) |                             | .au        |
| Dinamarca      | 2509 kJ (599 kcal; 1 kWh)        | 44.4 g        | 26.5 g        | 34.4 g        | 2.7 g           |               |                             | .dk        |
| Francia        | 2493 kJ (595 kcal; 1 kWh)        | 46.9 g        | 21.9 g        | 35.1 g        | 3.8 g           | 1000 mg       |                             | .fr        |
| Alemania       | 2651 kJ (633 kcal; 1 kWh)        | 45.3 g        | 27.3 g        | 34.5 g        | 4.2 g           | 1018 mg       | 274 g                       | .de        |
| Nueva Zelanda  | 2649 kJ (633 kcal)               | 49.2 g        | 29.8 g        | 34.2 g        |                 | 855 mg        | 298 g                       | .nz        |
| Reino Unido    | 2741 kJ (655 kcal; 1 kWh)        | 51.5 g        | 30.5 g        | 35.4 g        | 3.4 g           | 1043 mg       |                             | .uk        |
| Estados Unidos | 2803 kJ (669 kcal; 1 kWh)        | 51 g          | 29 g          | 40 g          | 3 g             | 980 mg (43 %) | 290 g                       | .us        |

## Nombres y marcas registradas
Cuando Burger King se expandió al área de San Antonio, Texas, se vio impedido de utilizar el nombre Whopper en su publicidad local y en las tiendas debido a una marca de servicio registrada previamente en el estado por una cadena local llamada Whopper Burger. La cadena, propiedad de Frank y Barbara Bates, impidió a la empresa usar el nombre en el Condado de Bexar durante varios años hasta que Barbara Bates, quien se convirtió en CEO de Whopper Burger tras la muerte de su esposo en 1983, se retiró y vendió la cadena junto con sus marcas relacionadas con Pillsbury en la mitad de la década de 1980.